# Démographie antique

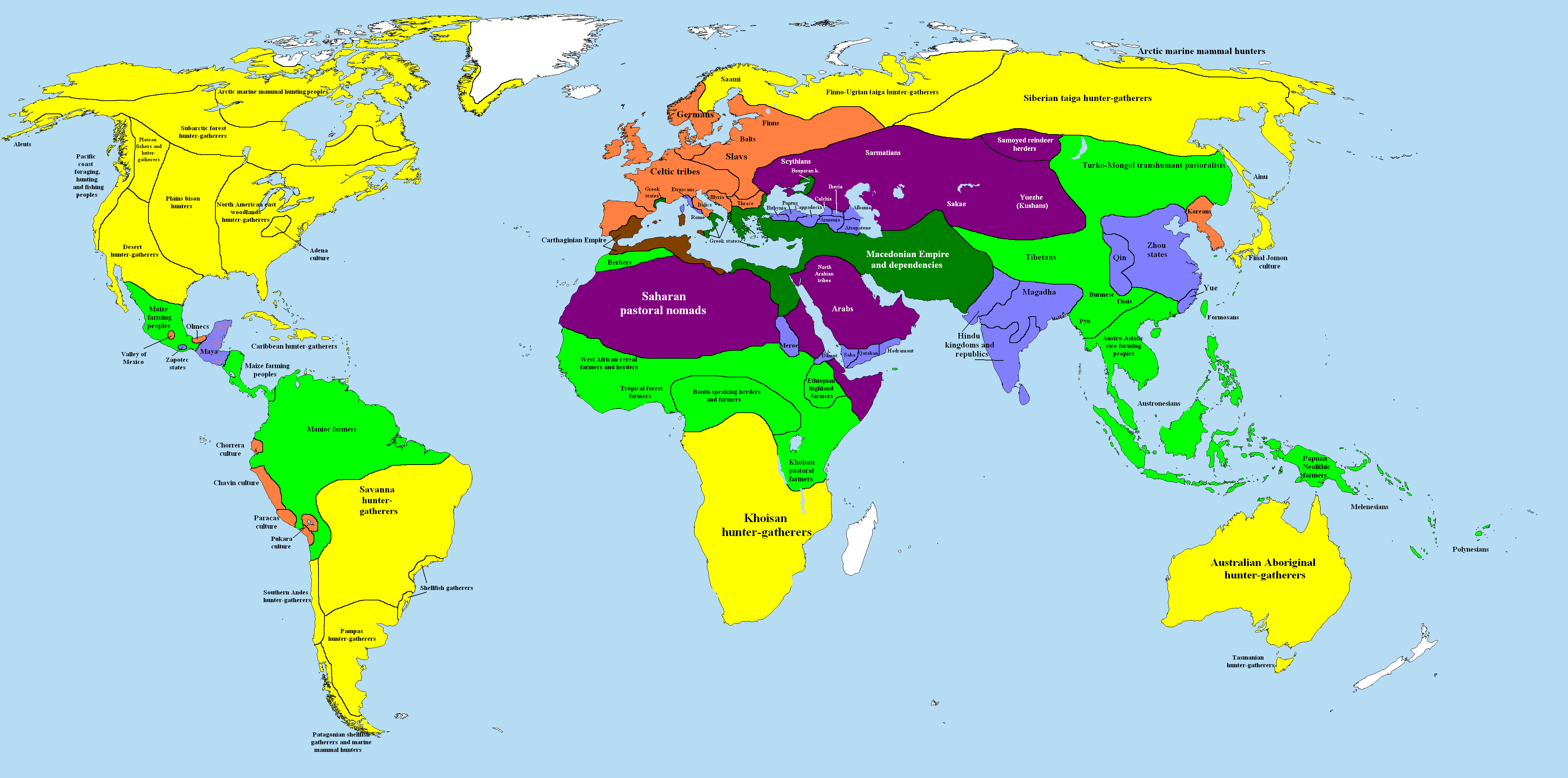
Le Monde en 323 av. J.-C.

La démographie antique est l'étude de la démographie humaine à l'époque dite antique ou classique. Elle se concentre souvent sur le nombre de personnes qui vivaient dans les civilisations du pourtour de la Méditerranée entre l'âge du bronze et la chute de l'Empire romain d'Occident, bien que les historiens se soient ces dernières années davantage intéressés à l'analyse des processus démographiques tels que les taux de natalité et de mortalité. Cette période a été caractérisée par une explosion de la population avec l'essor des civilisations grecque et romaine, suivie d'un déclin brutal causé par les perturbations économiques et sociales, les migrations et le retour à une agriculture essentiellement de subsistance. Les questions démographiques jouent un rôle important dans la détermination de la taille et de la structure de l'économie de la Grèce antique et de l'économie romaine.

## Grèce antique et colonies helléniques
À partir de 800 av. J.-C. environ, les cités États grecques ont commencé à coloniser les côtes de la Méditerranée et de la mer Noire. Les raisons suggérées pour cette expansion spectaculaire sont la surpopulation, les graves sécheresses voire la fuite de peuples vaincus (ou une combinaison de ces facteurs). La population des zones de peuplement grec, de la Méditerranée occidentale à l'Asie mineure et à la mer Noire, au IVe siècle avant J.-C., a été estimée à 7,5-10 millions d'habitants.

### Hellade
La définition géographique de la Grèce a fluctué au fil du temps : si, aujourd'hui, l'ancien royaume de Macédoine est considéré comme faisant partie du monde grec, à l'époque classique, il constituait une entité distincte et, même si la langue macédonienne faisait partie du continuum des dialectes grecs, elle n'était pas considérée comme faisant partie de la Grèce par certains auteurs athéniens. De même, presque tous les résidents modernes de l'Ionie historique, qui fait pourtant aujourd'hui partie de la Turquie et parlent la langue turque, fut dès le Ier millénaire avant J.-C. densément peuplée par des colons parlant le grec ayant ensuite constitué une part importante de la culture grecque de l'époque.
Les estimations de la population hellénophone sur la côte et les îles de la mer Égée au Ve siècle avant J.-C. varient de 800 000 à plus de 3 000 000. À Athènes et en Attique, au Ve siècle avant J.-C., il y avait jusqu'à 150 000 Athéniens de la classe des citoyens, environ 30 000 étrangers et 100 000 esclaves, la plupart résidant en dehors de la ville et du port, bien que les chiffres précis restent inconnus et que les estimations varient considérablement d'un auteur à l'autre.

### Cités États
L'ancienne province romaine de Cyrénaïque, dans la région orientale de l'actuelle Libye, abritait une population grecque, latine et autochtone de plusieurs centaines de milliers d'habitants. Peuplée à l'origine par des colons grecs, cinq colonies importantes (Cyrène, Barce, Euesperides, Apollonia et Tauchira) formaient ainsi une pentapole. La fertilité des terres, l'exportation de silphium et sa situation entre Carthage et Alexandrie en faisaient en effet un pôle d'attraction majeur.

### Macédoine
Selon certaines estimations, le royaume de Macédoine semble avoir approché les 4 millions d'habitants après les guerres des Diadoques.

### Égypte ptolémaïque
L'historien grec Diodore de Sicile estimait que 7 000 000 d'habitants résidaient en Égypte de son vivant, peu avant son annexion par l'Empire romain, dont 300 000 rien que dans la seule ville d'Alexandrie. Les historiens ultérieurs se sont toutefois demandés si le pays aurait pu supporter un tel nombre d'habitants.

### Empire Séleucide
La population du vaste empire séleucide a été estimée à plus de 30 millions d'habitants, bien que d'autres indiquent qu'il n'y avait que 20 millions d'habitants dans l'ensemble de l'empire précédent d'Alexandre dont il faisait partie.